# Илиодор Альтинский
Илиодор (итал. Eliodoro; умер в 390 году  ) — святой епископ Альтино. День памяти — 3 июля.

## Биография
Святой Илиодор был первым епископом Альтино (лат. Altinum). Он родился в Далмации, и как и святой Хроматий, был учеником Валериана, епископа Аквилейского.
Он сопровождал святого Иеронима в его путешествии в Святую Землю, и упоминается в письмах святого Иеронима. После смерти матери святой Илиодор отправился в Италию, где был поставлен епископом Альтино. Он попытался противостоять арианству и участвовал в Аквилейском соборе 381 года. Святой Непоциан, племянник св. Илиодора, был поставлен епископом после того, как оставил свою должность офицера в императорской охране.
Согласно преданию X века, содержащему также элементы из жития иных святых, Илиодор воспитал в христианской вере святого Либералия из Анконы. Предание гласит о том, что, столкнувшись с растущим противодействием как со стороны арианства, так и со стороны язычества, святой Илиодор оставил епископскую кафедру и жил как отшельник на необитаемом острове в лагунах возле Альтино, доверив управление епархией человеку по имени Амвросий. Волнуясь о том, сможет ли Амвросий одолеть арианство в епархии, св. Либералий решил найти Илиодора и понудить его вернуться к епископскому служению. Св. Илиодор подчинился, но Либералий скончался по дороге и впоследствии был причислен к лику святых.

## Почитание
Мощи св.Илиодора были перенесены в Альтино во время нашествия варваров. Затем их перенесли в Торчелло, где они упокоились в склепе в Успенском кафедральном соборе.